# Bazougers
Bazougers è un comune francese di 1 019 abitanti situato nel dipartimento della Mayenne nella regione dei Paesi della Loira.
È bagnato dal fiume Ouette.

## Monumenti e luoghi d'interesse
- Menhir della Hune.
- Chiesa parrocchiale di Saint-Victeur (XVI secolo, con basi romaniche del XVI secolo.
- Priorato della Cotellerie.
- Priorato di Saint-Victeur, costruito fra il 1480 e il 1520.
- Antica cappella Sainte-Marie-Madeleine del 1090, una delle più antiche cappelle della Mayenne.

## Società

### Evoluzione demografica
Abitanti censiti

## Galleria d'immagini

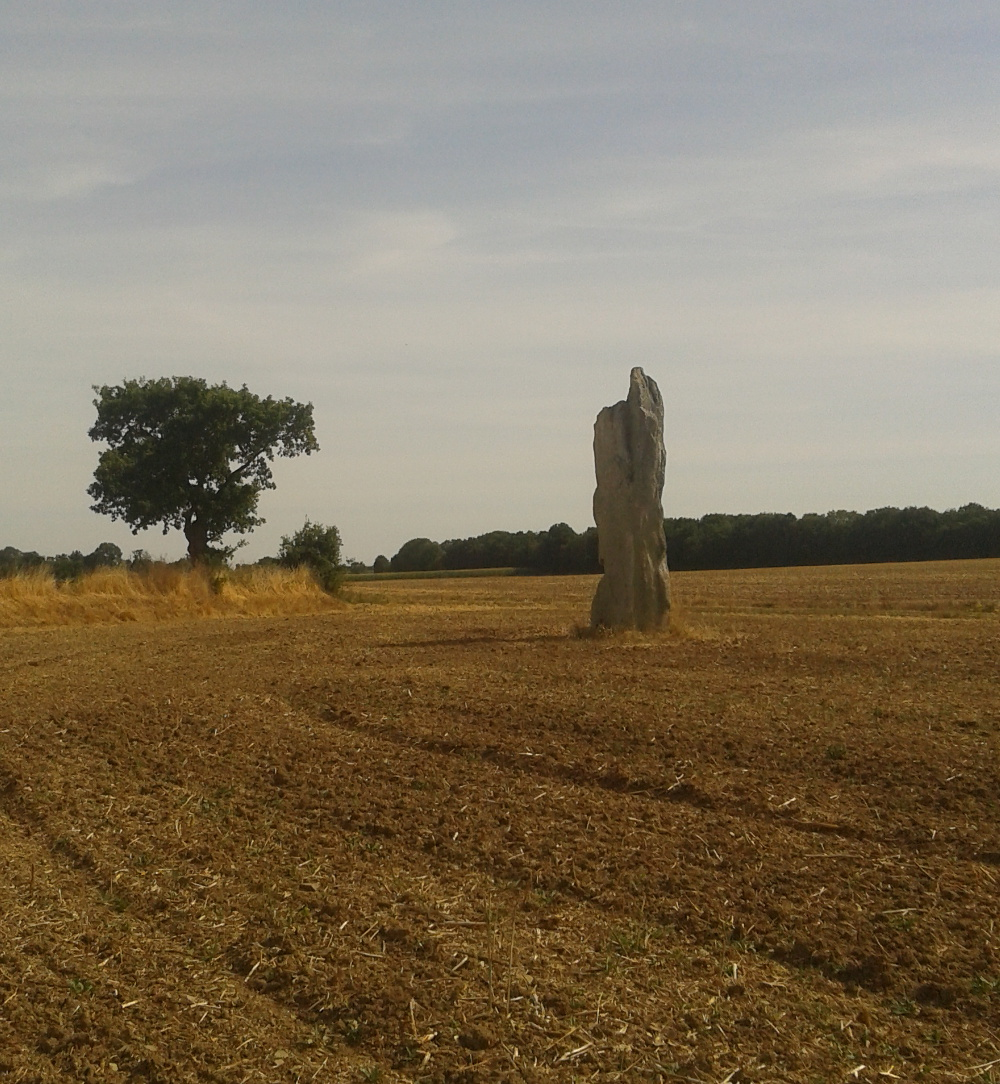
Il menhir de la Hune.
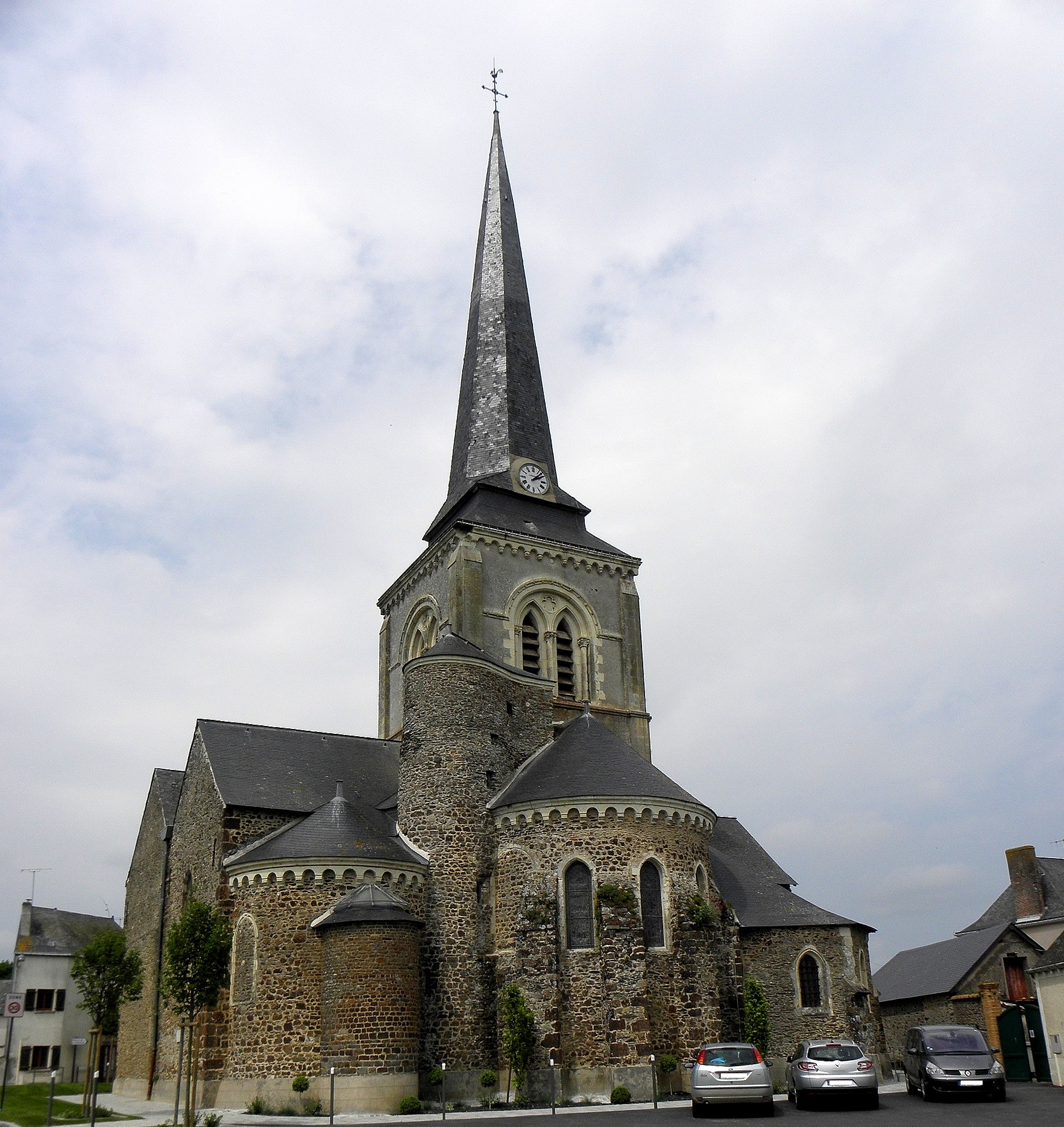
Retro della chiesa di Saint-Victeur
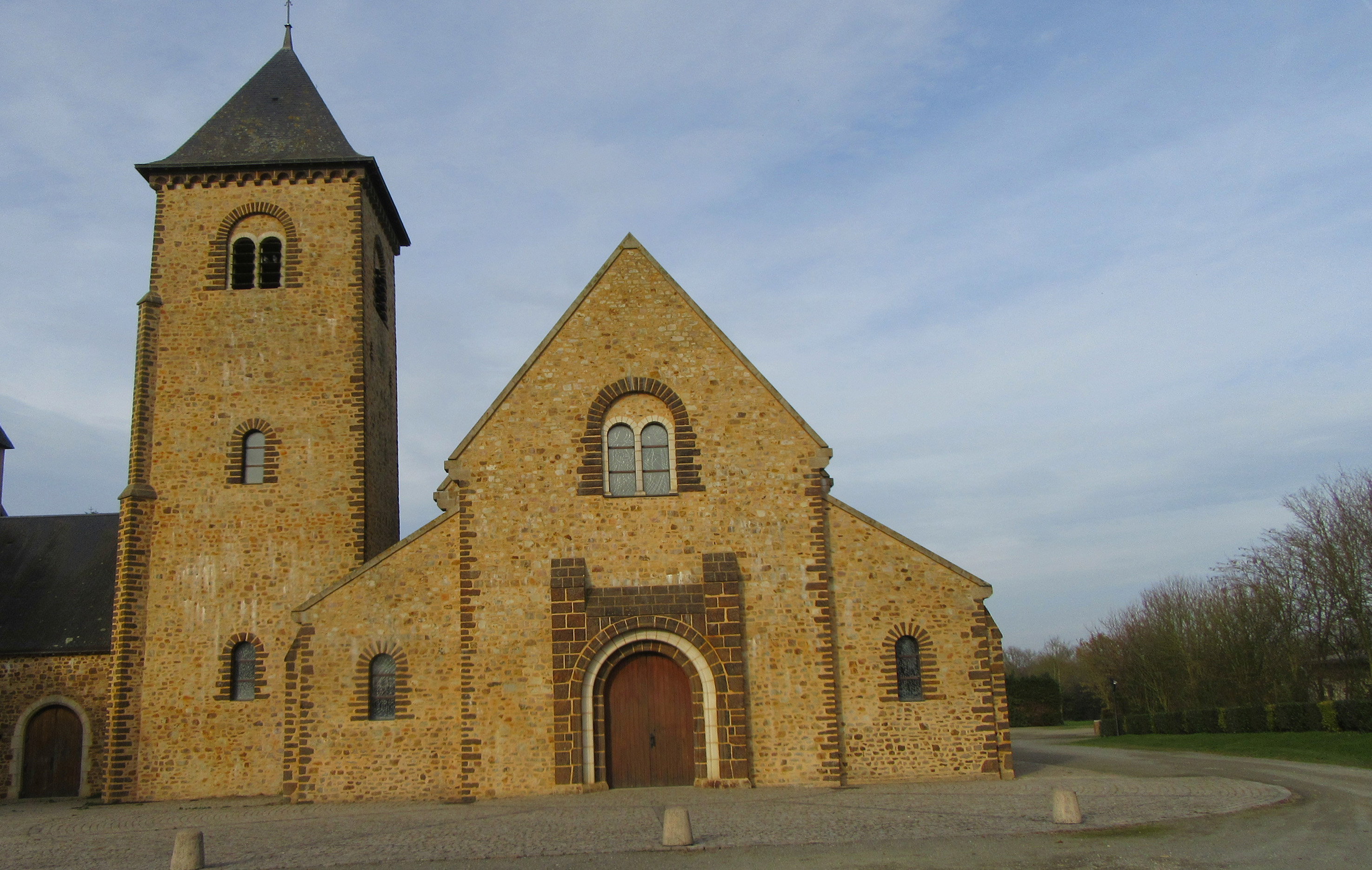
Priorato della Cotellerie